# Řečička
Řečička je levostranný přítok řeky Nežárky v okrese Jindřichův Hradec v Jihočeském kraji. Délka toku činí 11,2 km. Plocha povodí měří 20,3 km².

## Průběh toku

### Pramen Řečičky
Pramen Řečičky je v posledním rybníčku z kaskády 6 rybníčků od Kačleh směrem na kopec. Rybníček je v současné době zarostlý rákosím. Na tom počtu rybníčků pod pramenem Řečičky můžeme vidět práci dřívějších generací, kdy měli zájem zachytit co nejvíce vody pro pozdější využití. Do roku 1989 byl zase zájem vodu odvést, aby mohla být pole obdělávána těžkými traktory. Dnes je snaha obnovit dřívější režim zachytávání vody.
K prameni se dostanete od autobusové zastávky Kačlehy úvozovou cestou nahoru do kopce. Kačlehy vede cyklostezka č. 1241 (J. Hradec - Český Rudolec)

### Povodí Řečičky
Řečička protéká horním a dolním Kačležským rybníkem. Vlévá se do ní řada rybníčků a potůčku zleva, pak velká kaskáda 7 rybníků zprava spojených bezejmenným potůčkem. Vlévá se do Otínského rybníka, do kterého se zprava vlévá bezejmenný potok o celkové délce 3,797 km, který spojuje kaskáda 7 rybníků, z nichž největší jsou rybník Jednotář a Průtočný. Dále zprava se do Otínského rybníka vlévá rybník Nový Otín. Řečička protéká obcí Otín a několika rybníky v ní, zprava přitéká další kaskáda 5 rybníků.
Přes louky pokračuje Řečička do krajní čtvrti Jindřichova Hradce, kde do ní na kraji města přitéká zleva bezejmenný potok, který protéká kaskádou 5 rybníků, z nich největší je Kunifer. Řečička protéká jižním předměstím Jindřichova Hradce podél ulice Řečička a dále přes Jiráskovu čtvrť.
Na konci města se do ní zleva vlévá městská čistička odpadních vod, obtéká Malíkovský rybník a vlévá se do řeky Nežárky.

## Vodní režim

### Povodně na Řečičce
Řečička nemívá tolik vody, aby ohrožovala své okolí. Před Jindřichovým Hradcem protéká dvojicí kanálů pod silniční přeložkou, kanály by množství vody omezily, tedy při větším množství vody by se teoreticky mohlo před silniční přeložkou vytvořit jezero, které by ale nikomu nevadilo. Za přeložkou začíná na pravé straně Řečičky souvislá výstavba na navezené zemině, zemina je výše, než louky na levé straně, tedy i při největším průtoku hladina nedosáhne úrovně navezení zemině, rozlévá se na louky do šíře desítky metrů a jako taková je pro to určena i územním plánem. Problém by mohl nastat, kdyby došlo k nějakému vytvoření hráze, teoreticky je to možné, protože louky dále do města jsou zastaveny zahradami s ploty a i na levé straně se objevil rodinný dům, mosty a garáže a nakonec i podzemní roury.

### Znečišťování Řečičky
Řečička bývala dříve často barevná. V bývalé textilce Jitka se barvila džínovina a barva občas vytekla do kanálu, většinou nedbalostí obsluhy než technickou závadou. Podzemní kanál z textilky ústí na kraji Otína a od toho místa bývaly břehy zbarvené podle právě požívané barvy, modré nebo černé. Vzhledem k tomu, že v textilce pracovali tisíce obyvatel Jindřichova Hradce, nebyl zájem továrnu nějak postihovat a výrobu zastavovat. V současné době již textilka neexistuje.
Dalším zdrojem znečištění byla, a zdrojem ohrožení stále je, průmyslová zóna na tzv. "Cihelně" (mezi ulicemi U Cihelny a Rezkovou). Ze zóny vede kanál podél ulice Rezkovy, pod obchodní zónou a ústí do Řečičky před propustí pod silnicí. Ze zóny občas vyteklo nějaké nezjištěné nahnědlé znečistění a opět obarvilo břehy.
V současné době dochází ke znečištění Řečičky hlavně obyvateli Otína, při vyšší vodě se objevují v Řečičce pravidelně prkna, umělohmotné pytle, sklenice, seno, tráva, náhodně hasicí přístroj, kočárek a obdobně. A vše různě zůstává viset na březích Řečičky. V Otíně z domů vede řada kanálů do Řečičky.
V Otínu je nový rybník a od té doby se často objevují v Řečičce mrtvé ryby.
Celkově je tedy Řečička nezpůsobilá na odběr pitné vody a ke koupání, znečištění ale není tak velké, voda může ještě stále sloužit k zalévání.